# Kanton Cruzini-Cinarca
Kanton Cruzini-Cinarca (francouzsky Canton de Cruzini-Cinarca) je francouzský kanton v departementu Corse-du-Sud v regionu Korsika. Tvoří ho 13 obcí.

## Obce kantonu
- Ambiegna
- Arro
- Azzana
- Calcatoggio
- Cannelle
- Casaglione
- Lopigna
- Pastricciola
- Rezza
- Rosazia
- Salice
- Sari-d’Orcino
- Sant’Andréa-d’Orcino